# Ugo Della Seta
Ugo Della Seta (Roma, 18 luglio 1879 – Roma, 25 maggio 1958) è stato un politico italiano.

## Biografia
Era di famiglia ebraica, figlio di Mosè e Palmira Piazza. Frequentò l'università di Napoli dove fu allievo di Giovanni Bovio e vi conseguì la laurea in giurisprudenza nel 1901
Massone, fu iniziato nel 1923 nella Loggia "Vincenzo Vigorita" di Napoli, nel 1946 fu Grande maestro aggiunto del Grande Oriente d'Italia e  nel 1950 Grande Maestro onorario ad vitam. Relativamente al "mazzinianesimo", egli ne fu uno dei maggiori interpreti con l'opera "Antimazzinianesimo di G. Mazzini". Durante il ventennio fascista fu tra i professori che rifiutarono di prestare giuramento di fedeltà al regime.
È stato deputato all'Assemblea Costituente per il Partito Repubblicano Italiano, poi dal 1948 senatore nella I legislatura e, dopo essersi avvicinato come indipendente al Partito Socialista Italiano, nel 1953 deputato alla Camera nella II legislatura. Morì proprio al termine del suo mandato, il 25 maggio 1958, all'età di 78 anni.
Dopo la sua morte nel comune di Roma vennero intitolati una via e un parco in sua memoria.